# أوسكو باشينغ
نادي أوسكو باشينغ (بالألمانية: FC Red Bull Salzburg) هو نادي كرة قدم نمساوي تأسسي في عام 1946 بمدينة باشينغ النمساوية. حُلَّ النادي في 2007 بسبب ضائقة مالية، فاستطاع نادي كارنستن (بالألمانية: SK Austria Kärnten) شراء رخصة النادي و تكوين خاض به. كذلك يعتبر نادي أوسكو باسشينغ لبنه الاساس لنادي باشينج الحالي (بالألمانية: FC Pasching).